# Villanueva del Río Segura
Villanueva del Río Segura és un municipi de la Regió de Múrcia, Espanya. Limita al nord amb Ulea, a l'oest amb Ojós, al sud amb Campos del Río i a l'est amb Archena i Ceutí.

## Demografia
| 1900 | 1910  | 1920  | 1930  | 1940  | 1950  | 1960  | 1970  | 1981  | 1991  | 2000  | 2005  |
| ---- | ----- | ----- | ----- | ----- | ----- | ----- | ----- | ----- | ----- | ----- | ----- |
| 963  | 1.110 | 1.148 | 1.309 | 1.522 | 1.537 | 1.711 | 1.855 | 1.726 | 1.543 | 1.568 | 1.803 |

## Administració
| Legislatura | Nom                   | Grup           |
| ----------- | --------------------- | -------------- |
| 1971-1979   | Luis Gómez Rubio      |                |
| 1979-1983   | Andrés Ortiz          | UCD            |
| 1983-1987   | Andrés Ortiz          | CDS            |
| 1987-1991   | Fco. José Ortiz Gómez | PSOE           |
| 1991-1995   | Fco. José Ortiz Gómez | PSOE           |
| 1995-1999   | José Luis López Ayala | Partit Popular |
| 1999-2003   | José Luis López Ayala | Partit Popular |
| 2003-2007   | José Luis López Ayala | Partit Popular |
| 2007-       | José Luis López Ayala | Partit Popular |